# Pseudoips
Pseudoips är ett släkte av fjärilar som beskrevs av Jacob Hübner 1822. Pseudoips ingår i familjen trågspinnare, Nolidae.

## Dottertaxa tillPseudoips, i alfabetisk ordning[1][2]
- Pseudoips amarilla Draudt, 1950
- Pseudoips erenkophila Bryk, 1942
- Pseudoips nereida Draudt, 1950
- Pseudoips prasinanus (Linnaeus, 1758), Mindre båtspinnare
  - Pseudoips prasinanus britannica Warren, 1913
- Pseudoips sylpha Butler, 1879

## Bildgalleri

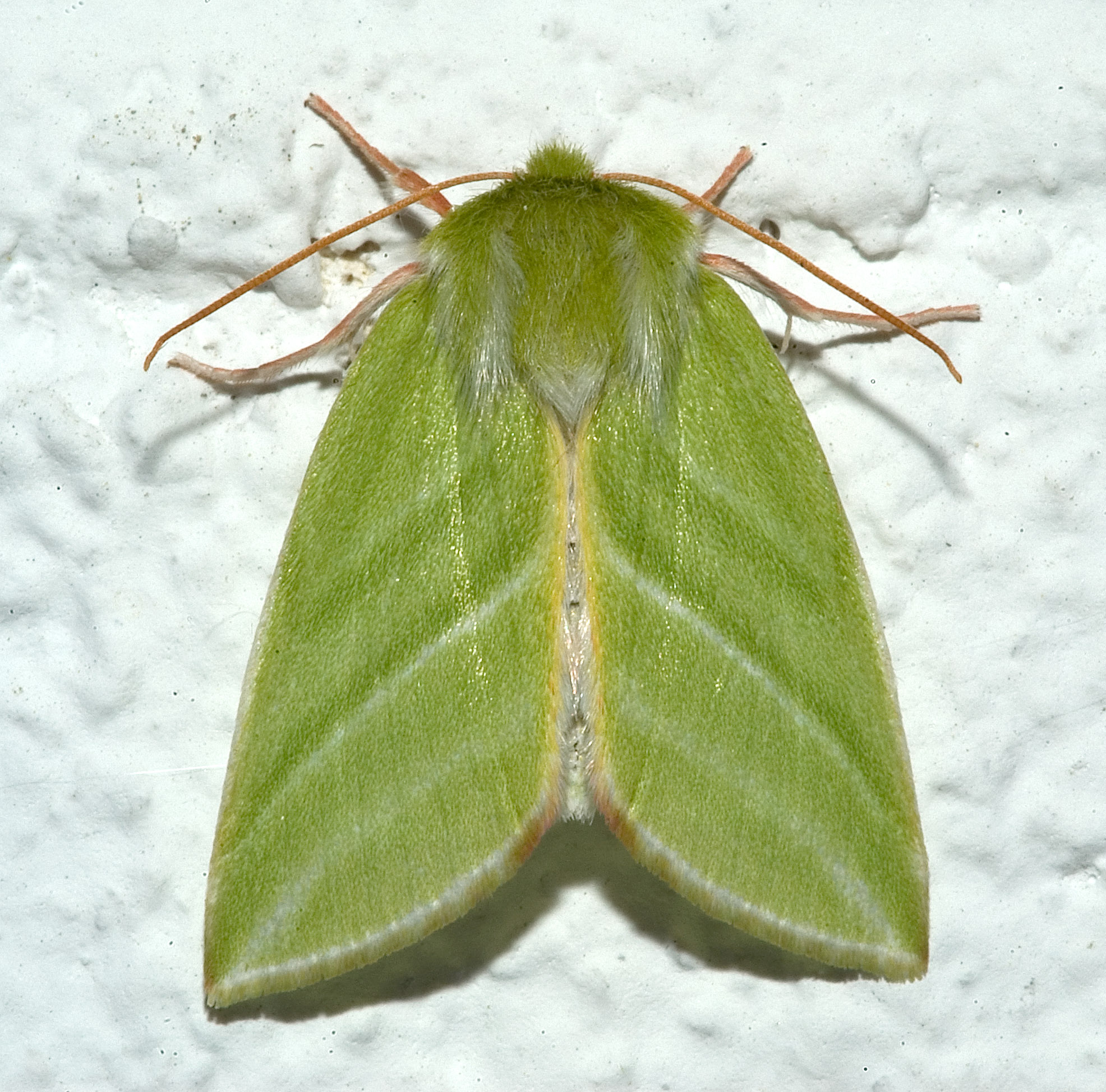
Mindre båtspinnare, Pseudoips prasinanus
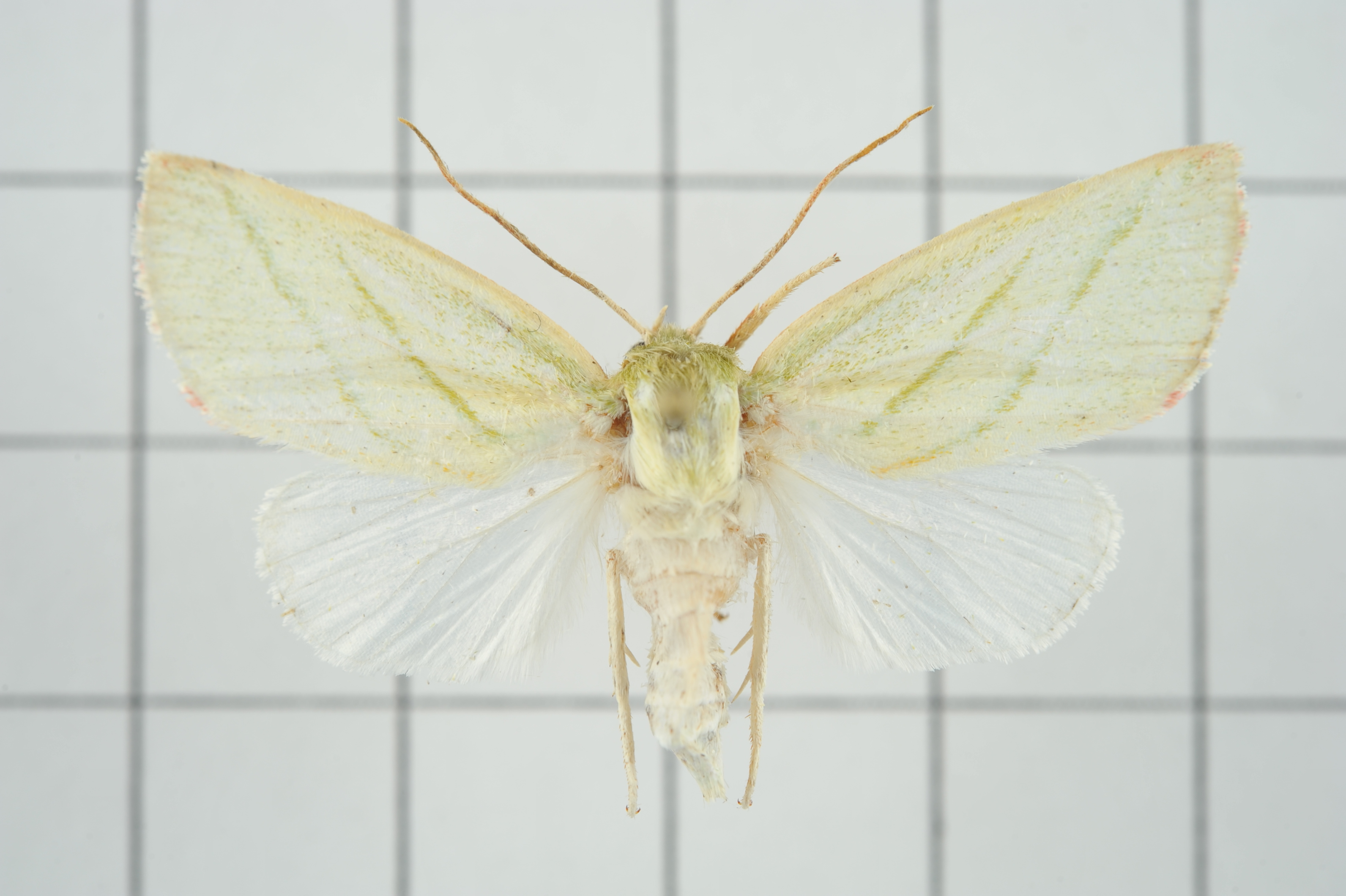
Pseudoips sylpha